# Bertholdia almeidai
Bertholdia almeidai là một loài bướm đêm thuộc phân họ Arctiinae, họ Erebidae.